# Бадминтон на Летњим олимпијским играма
Бадминтон се на Олимпијским играма појавио као пробни спорт у Минхену 1972. године и на играма у Сеулу 1988. године. У службени програм Олимпијских игара уврштен је на Играма у Барселони 1992. године и од тада је стално у службеном програму. 

## Историја бадминтона на Олимпијским играма
Први пут на Олимпијским играма бадминтон се појавио 1972. године у Минхену као пробни спорт. Званично је уврштен у програм Олимпијских игара две деценије касније, 1992. године у Барселони. Тада је одржан у четири дисциплине: мушки сингл, женски сингл, мушки дубл и женски дубл. На наредним Олимпијским играма у Атланти, 1996. године, уведена је и пета дисциплина, мешовити дубл. Од тада, систем такмичења остао је непромењен. Кина је убедљиво најуспешнија репрезентација у бадминтону на Олимпијским играма са 41 освојеном медаљом, а прате је Индонезија и Јужна Кореја са 19 медаља. Најбоља европска држава је Данска са укупно осам медаља.

## Промене правила на Олимпијским играма
Након Олимпијских игара у Лондону 2012. године дошло је до велике промене правила у овом спорту. До тада се такмичење играло у групном формату, након чега се ишло у нокаут фазу. Такмичарке из Кине, Индонезије и Јужне Кореје намерно су губиле мечеве како би у даљем току такмичења имале лакше противнице и „диктирале“ жреб. Светска бадминтон федерација санкционисала их је елиминацијом и од тада су промењена правила у свим категоријама. Не постоји више групна фаза, већ турнир почиње од четвртфинала.

## Занимљивости
Укупно 69 различитих репрезентација учествовало је на Олимпијским играма у бадминтону. Од тога је 19 држава учествовало на свих седам досадашњих турнира на Олимпијским играма. За бадминтон се користи пераста лоптица која је направљена од 16 гушчјих пера забодених у плутени чеп. Лоптица може достићи брзину и преко 320 километара на час, али само на делић секунде. С обзиром да на лоптицу јако утиче струјање ваздуха или ветар, такмичарски мечеви се одржавају искључиво у затвореном простору. У квалификација за Олимпијске игре учествује 29 такмичара у синглу и 19 парова у дублу. Они се одређују према светској ранг листи.

## Биланс медаља
Стање после Летњих олимпијских игара 2016. године.
| Пласман | Земља                |    |    |    |     |
| 1       | Кина                 | 18 | 8  | 15 | 41  |
| 2       | Индонезија           | 7  | 6  | 6  | 19  |
| 3       | Јужна Кореја         | 6  | 7  | 6  | 19  |
| 4       | Данска               | 1  | 3  | 4  | 8   |
| 5       | Јапан                | 1  | 1  | 1  | 3   |
| 6       | Шпанија              | 1  | 0  | 0  | 1   |
| 7       | Малезија             | 0  | 6  | 2  | 8   |
| 8       | Уједињено Краљевство | 0  | 1  | 2  | 3   |
| 9       | Индија               | 0  | 1  | 1  | 2   |
| 10      | Холандија            | 0  | 1  | 0  | 1   |
| 11      | Русија               | 0  | 0  | 1  | 1   |
| Укупно  | Укупно               | 34 | 34 | 38 | 106 |